# Véhicules Poncin
Véhicules Poncin est une marque de constructeur automobile français, concepteur de véhicules tout-terrain dans les années 1980.

## Histoire

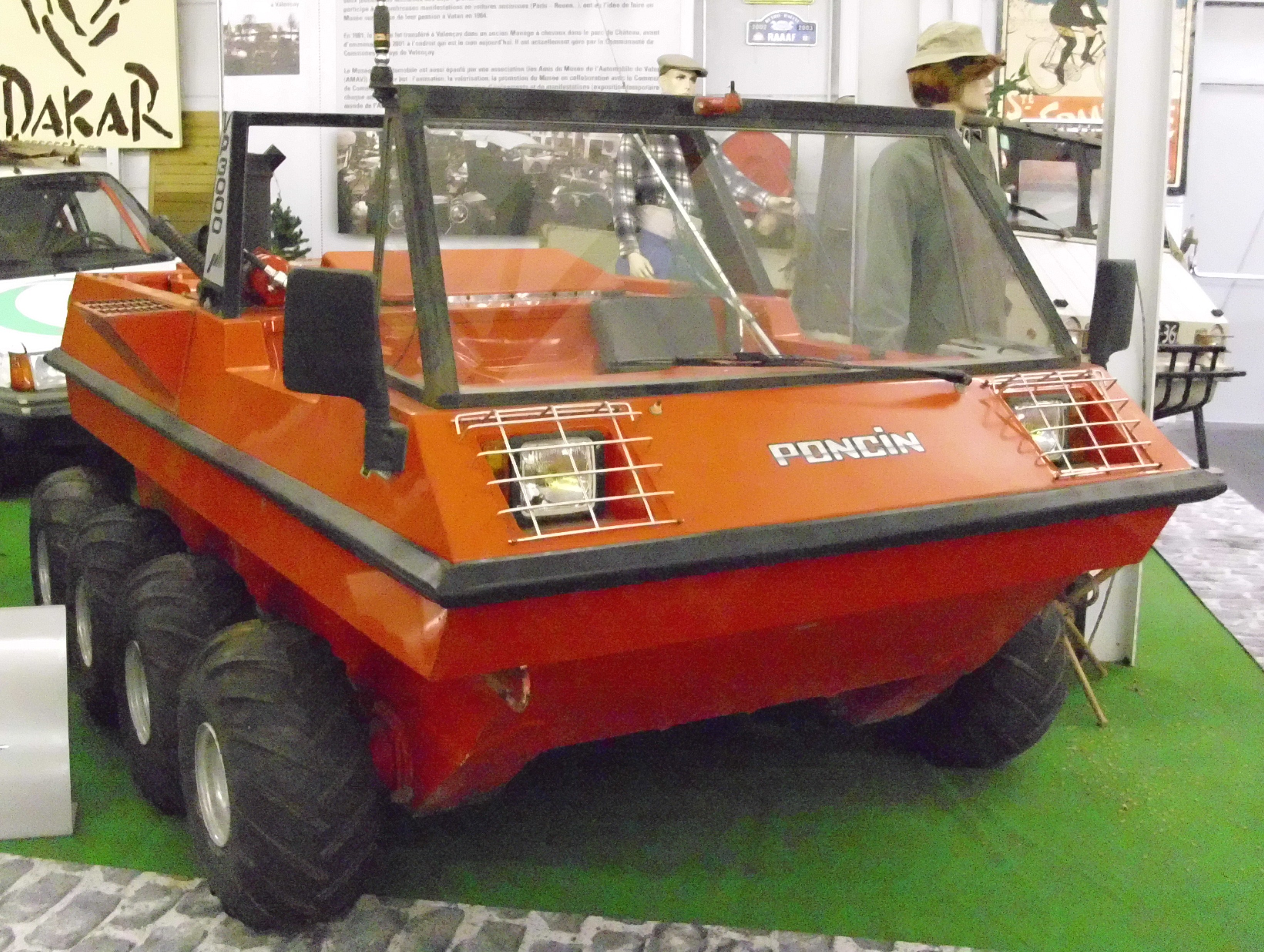
Le VP 3000.

En 1976, Gilles Poncin, ingénieur des Ponts et Chaussées, crée la société Ardennes Équipement à Tournes, spécialisée dans la construction d'engins de construction.
En 1980, Ardennes Équipement emploie plus de 100 personnes et se lance dans l'élaboration de véhicules tous terrains de format léger.
En 1981, le Véhicule Poncin (VP 2000) est mis au point. Le véhicule est commercialisé l'année suivante sous raison sociale Véhicules Poncin, S.A.. Il possède une coque plastique, six roues motrices avec option chenilles et est amphibie, le tout motorisé par un moteur de 2 CV.
Durant les années 1980, une gamme apparaît, allant de l'amphibie 6 roues ou 8 roues, mini-van en passant par la jeep 4X4 ou même 6 roues motrices, et connaît un certain succès à l'exportation.
Le modèle GP 65 fit le rallye Paris-Dakar en 1985.
En mars 1993, Gilles Poncin abandonne la production de véhicules car cette activité n'était plus rentable pour la marque.
En 1991, Ardennes Équipement s'associe à Sum Tech, un autre constructeur ardennais qui finit par absorber la marque en 2007.

## Catalogue
- VP 2000
- VP 2025
- VP 2500
- VP 2600
- VP 2800
- VP 3000
- VP 5000
- Sherpa Universel
- Jeep Poncin 4X4
- Jeep Poncin 6X6